# Jeremias Nguenha
Jeremias Nguenha (Inhambane, 19 de març de 1972, - Maputo, 4 de maig de 2007) va ser un músic moçambiquès. Nguenha cantava en tsonga i pertanyia a l'Assembleia de Deus.

## Biografia
Va començar a cantar per difondre el missatge d'injustícia social i missatges educatius a la gent. El 1994/1995 comença a fer-se famós a la ràdio amb la seva cançó Vadhla Vôche. En les seves lletres pretenia ¡¡denunciar l'egoisme, la hipocresia i la corrupció que van contaminava la societat". El seu estil també va servir per sorprendre al públic moçambiquès que es va connectar ràpidament amb el seu missatge. Solia presentar-se amb roba militar i un tallat de cabells de tipus militar, portant la bíblia amb ell a l'escenari. Aviat llança un dels grans èxits "La Famba bicha" (la línia continua).
Ngenha va tenir l'oportunitat de fer algunes digressions internacionals a Sud-àfrica, on realitza a la comunitat moçambiquesa. I el 2002 és convidat a Brasil, on interpreta la celebració més famosa del Carnaval de Rio. A causa de les limitacions financeres, va sol, deixant la seva banda a Moçambic.
El 2001, va ser guardonat amb el premi nacional de Moçambic Ngoma Mozambique per a la cançó més famosa. El mateix any el president Joaquim Chissano el convida a la residència oficial, el Palácio da Ponta Vermelha. Segons la premsa, només parlà amb el president sobre la Bíblia.
Tot i que va tenir èxit com a cantant, també va ser futbolista; va jugar a Swazilàndia i Sud-àfrica. No obstant això, una lesió de genoll va dictar el final de la seva carrera professional. Artísticament també va actuar com a actor. El 3 de maig de 2007, a l'edat de 35 anys, l'avís de la seva mort per malaltia va sorprendre a tota la comunitat musical de Moçambic.